# Eparchie iževská
Eparchie Iževsk je eparchie ruské pravoslavné církve nacházející se v Rusku.

## Území a titul biskupa
Zahrnuje část území Udmurtské republiky.
Eparchiálnímu biskupovi náleží titul biskup iževský a udmurtský.

## Historie
Roku 1555 byla založena eparchie kazaňská, která zahrnovala území moderní Udmurtské republiky.
Roku 1657 se území moderního Udmurtska stalo součástí vjatské eparchie.
Dne 11. července 1921 byl Svatým synodem zřízen iževský vikariát sarapulské eparchie.
Roku 1926 byla podána žádost o založení samostatné eparchie Iževsk v rámci hranic Udmurtské autonomní oblasti.
Dne 8. února 1926 byl dekretem Svatého synodu a patriarchálního zástupce locum tenens Sergija (Stragorodského) vikariát povýšen na samostatnou eparchii. Biskup Alexij (Kuzněcov), který byl předtím sám pro vytvoření samostatné eparchie protestoval proti tomuto rozhodnutí. V důsledku toho metropolita Sergij dne 18. května 1926 dekret zrušil.
Roku 1927 byla však eparchie zřízena. Prvním biskupem se stal Viktor (Ostrovidov).
Roku 1937 byl zatčen sarapulský biskup Alexij (Kuzněcov), iževský biskup Pavel (Čistjakov) a glazovský arcibiskup Avraamij (Děrnov). Do roku 1941 byli téměř všichni duchovní eparchie potlačeni, většina chrámů byla uzavřena a zůstaly pouze 4 fungující chrámy.
V dubnu 1960 předseda Rady pro záležitosti Ruské pravoslavné církve Vladimir Alexejevič Kurojedov na schůzky prohlásil, že by měla být zlikvidována většina eparchií (včetně iževské). Dne 7. července téhož roku napsal zmocněnec pro věci náboženské v Udmurtské autonomní sovětské socialistické republice D. M. Šestakov, o nutnosti likvidace eparchie.
Dne 24. listopadu 1960 bylo na uzavřeném zasedání Rady ministrů Udmurtské autonomní sovětské socialistické republiky rozhodnuto, že biskup Michail (Čub) je nepřijatelný jako biskup Iževsku a v březnu 1961 byl propuštěn z úřadu. Až do roku 1988 byla eparchie dočasně řízena kazaňskými biskupi.
Dne 30. listopadu 1988 byla obnovena nezávislost eparchie a jejím administrátorem se stal biskup Palladij (Šiman).
Roku 1990 bylo eparchii navráceno 9 chrámu včetně soboru svatého Alexandra Něvského v Iževsku.
Rozhodnutím Svatého synodu ze dne 26. prosince 2013 byly z části území eparchie odděleny eparchie sarapulská a eparchie glazovská. Eparchie je součástí udmurtské metropole.

## Seznam biskupů

### Iževský vikariát sarapulské eparchie
- 1921–1922 Stefan (Bech), svatořečený mučedník
- 1923–1924 Amvrosij (Kazanskij), dočasný administrátor
- 1924–1925 Flavian (Sorokin), dočasný administrátor
- 1925–1925 Irinej (Šulmin)
- 1925–1925 Alexij (Kuzněcov), dočasný administrátor

### Iževská eparchie
- 1926–1926 Stefan (Bech)

### Iževský vikariát sarapulské eparchie
- 1926–1926 Stefan (Bech)

### Iževská eparchie
- 1926–1927 Viktor (Ostrovidov), svatořečený mučedník
- 1927–1928 Trofim (Jakobčuk)
- 1927–1928 Simeon (Michajlov)
- 1928–1930 Sinezij (Zarubin)
- 1930–1931 Nikolaj (Ipatov)
- 1931–1932 Simeon (Michajlov)
- 1932–1932 Georgij (Anisimov)
- 1932–1933 Tichon (Rusinov)
- 1933–1933 Nikolaj (Pokrovskij)
- 1933–1933 Nikolaj (Ipatov), podruhé
- 1933–1934 Kiprian (Komarovskij)
- 1934–1936 Sofronij (Arefjev)
- 1936–1937 Pavel (Čistjakov)
- 1937–1937 Avraamij (Děrnov)
- 1937–1938 Nikolaj (Ipatov), potřetí
  - 1938–1943 eparchie neobsazena
- 1943–1945 Ioann (Bratoljubov)
- 1946–1946 Veniamin (Tichonickij), dočasný administrátor
- 1946–1947 Nikolaj (Čufarovskij)
- 1947–1948 Veniamin (Tichonickij), dočasný administrátor
- 1948–1952 Ieronim (Zacharov)
- 1952–1958 Juvenalij (Kilin)
- 1958–1959 Gavriil (Ogorodnikov)
- 1959–1961 Michail (Čub)
- 1961–1961 Polikarp (Prijmak)
- 1988–1993 Palladij (Šiman)
- 1993–2015 Nikolaj (Škrumko)
- od 2015 Viktorin (Kostěnkov)